# Дивиденд
Дивиде́нд (лат. dividendum — то, что подлежит разделу) — часть прибыли акционерного общества или иного хозяйствующего субъекта, распределяемая между акционерами, участниками в соответствии с количеством и видом акций (обыкновенных, привилегированных, учредительских и других), долей, находящихся в их владении.
Величина и порядок выплаты дивидендов определяются собранием акционеров, участников и уставом акционерного или иного общества. Размер дивиденда зависит от прибыльности акционерного общества. На дивиденды идёт часть прибыли, оставшаяся после уплаты налогов, пополнения резервного капитала, расходования средств на увеличение производства, выплат премий топ-менеджерам и так далее. Дивидендом по привилегированным акциям является зафиксированный заранее процент к их нарицательной стоимости. Рост акционерного капитала приводит к увеличению общей суммы дивидендов.
Дивиденды могут выплачиваться несколько раз в год, а могут и не выплачиваться вообще. Выплата дивидендов уменьшает капитализацию и требует накоплений, недопущенных к реинвестированию или изъятых из него. Выплачиваемые до конца финансового года дивиденды называются промежуточными или предварительными дивидендами (англ. interim dividend). По завершении финансового года выплачиваются финальные дивиденды (англ. final dividend).
Обычно дивиденды выплачивают в денежном виде. Такие дивиденды называют денежными дивидендами (англ. cash dividend). Помимо этого, дивиденды могут выплачиваться акциями (англ. stock dividend) или другим имуществом акционерного общества. Многие финансовые агентства и сайты составляют календарь дивидендов, содержащий информацию об акциях, по которым выплачиваются дивиденды, размер дивидендов, доход, дату закрытия реестров, эксдивидендную дату, период выплаты, last и тикер (идентификатор). Данная информация может быть полезна для потенциальных инвесторов и может помочь в прогнозировании будущих дивидендных выплат.
В мировой финансовой истории Голландская Ост-Индская компания была первой зарегистрированной (публичной) компанией, которая выплачивала регулярные дивиденды. Компания выплачивала ежегодные дивиденды на сумму около 18 % от стоимости акций в течение почти 200 лет её существования (1602—1800).

## В законодательстве РФ
В Налоговом Кодексе РФ дано следующее понятие дивиденда, в котором упоминаются лишь дивиденды, получаемые физическими лицами:

Статья 43. Дивиденды и проценты

1. Дивидендом признаётся любой доход, полученный акционером (участником) от организации при распределении прибыли, остающейся после налогообложения (в том числе в виде процентов по привилегированным акциям), по принадлежащим акционеру (участнику) акциям (долям) пропорционально долям акционеров (участников) в уставном (складочном) капитале этой организации.

К дивидендам также относятся любые доходы, получаемые из источников за пределами Российской Федерации, относящиеся к дивидендам в соответствии с законодательствами иностранных государств.

Ставка налога в отношении доходов от долевого участия в деятельности организаций, полученных в виде дивидендов, указана в статье 224 НК РФ. До 2015 года она составляла 9 % для физических лиц, являющихся налоговыми резидентами Российской Федерации, и 15 % для нерезидентов. Для доходов, полученных начиная с 1 января 2015 года резидентами РФ, ставка налога составляет 13 %, что соответствует основной ставке российского налога на доходы физических лиц.
Акционерные и долевые доходы юридических лиц в российском законодательстве учитываются при расчёте налога на прибыль (для предприятий при основной системе налогообложения) или для соответствующего налога в налоговых спецрежимах.

## Важные даты
Следующие термины не выделяются в российском законодательстве.
- Дата объявления (англ. declaration date) — дата, когда совет директоров объявляет величину дивидендов.
- Дата закрытия реестра (англ. dividend record date) — дата составления списка лиц, имеющих право на получение дивидендов. Акционеры, находящиеся в реестре акционеров на данный день, обладают правом на получение дивидендов.
- Эксдивидендная дата (англ. ex-dividend date) — дата, начиная с которой акции продаются без права на получение объявленного дивиденда.
- Дата выплаты (англ. payment date) — дата, при наступлении которой акционер получает причитающиеся ему дивиденды.

## Факторы, влияющие на уменьшение размера дивидендов
Компании могут выплачивать дивиденды в меньшем размере, чем могут себе позволить, по следующим причинам:
- Стремление к стабильности — отказ от повышения дивидендов, даже при росте прибыли и денежного потока на собственный капитал (англ. free cash flows to the equity, FCFE), связан с тем, что компании не уверены, что смогут поддержать этот более высокий уровень дивидендов. Аналогично размер дивидендов часто оставляют неизменным и при падающей прибыли и денежном потоке на собственный капитал.
- Потребности в инвестициях — полная выплата FCFE в виде дивидендов может быть отложена, поскольку компании могут откладывать денежные средства на случай незапланированных инвестиций или непредвиденных потребностей.
- Налоги — ставка налогообложения дивидендов может быть выше ставки налогообложения капитальной прибыли.
- Демонстрация перспектив — повышение дивидендов рассматривается как положительный сигнал, понижение — как отрицательный.
- Интересы менеджмента — стремление к постоянному расширению, необходимость создать денежный запас, чтобы пережить периоды падения прибыли[11].